# Moral e Dogma
Morals and Dogma of the Ancient and Accepted Scottish Rite of Freemasonry, ou simplesmente Morals and Dogma (Moral e Dogma), é um livro de ensinamentos maçônicos publicado pelo Supremo Conselho, do Rito Escocês, Jurisdição do Sul dos Estados Unidos. Foi escrito por Albert Pike e publicado primeiramente em 1872. Houve diversas edições subsequentes, mas a posse era exclusiva ao maçom, não sendo distribuído, ou vendido, ao não iniciado.
O livro é composto por orientações e ensaios de Pike, que recompilou e estabeleceu as bases filosóficas, sociológicas, históricas, políticas, simbólicas e religiosas do Rito Escocês Antigo e Aceito.
Elabora ensinamentos para os 33 graus do Rito Escocês. Pretende ser um guia para os que incorporam o Rito Escocês, e explica a compreensão de Pike sobre o simbolismo e a alegoria dos graus maçônicos.
Trata-se de uma obra imponente pelo volume e pelos ensinamentos compilados, 861 páginas de textos e ensinamentos e mais um índice de referências com 218 páginas, possuindo trinta e dois capítulos, cada um que discute o simbolismo filosófico de cada grau da maçonaria em detalhes.
No prefácio da edição de 1950, os editores escreveram sobre Pike:
| “ | Ao preparar esta obra, o Grande Comendador foi quase Autor e Compilador, igualmente; uma vez que extraiu uma metade inteira de seu conteúdo das obras dos melhores escritores e dos pensadores mais filosóficos ou eloquentes. Talvez tivesse sido melhor e mais aceitável se tivesse extraído mais e escrito menos. | ” |

O prefácio dessa edição afirmava:
| “ | Todos estão completamente livres para rejeitar e discordar de qualquer coisa aqui que possa lhes parecer falsa ou insalubre. | ” |

Embora discuta as minúcias dos rituais maçônicos em muitos detalhes, escreve-se de com linguagem arcana para não revelar os segredos maçônicos. Os movimentos rituais e os objetos são nomeados, mas não descritos.
Em algumas edições mais antigas, a página de título do livro declara em grandes letras de imprensa:
| “ | LIVRO ESOTÉRICO, PARA O USO SOMENTE DO RITO ESCOCÊS; PARA SER DEVOLVIDO NA SAÍDA OU NA MORTE DO SEU DETENTOR | ” |

Uma cópia de Moral e Dogma era dada a cada membro novo da Jurisdição do Sul até 1974, quando o membro atingia o 14°. O livro foi substituído inicialmente pelo Comentário de Clausen Sobre Moral e Dogma, escrito por Henry C. Clausen, 33°, Grande Comandante Soberano, e mais tarde pelo livro Uma Ponte para a Luz, do Dr. Rex Hutchens,  33°, G∴C∴, sendo o livro recente que o Novo Rito Escocês da Jurisdição do Sul recebe hoje.
Ao longo de sete anos, foi lançada a versão brasileira da obra, dividida em sete tomos, pela editora Yod. Traduzido para a língua portuguesa por Celes Januário Garcia Júnior e Glauco Bonfim Rodrigues. 